# 페페 레이나
호세 마누엘 레이나 파에스(스페인어: José Manuel Reina Páez, 1982년 8월 31일, 스페인 마드리드 ~ )는 페페 레이나(스페인어: Pepe Reina)로 더 잘 알려진 스페인의 전 축구 선수이다. 현역 시절 포지션은 골키퍼였다.
FC 바르셀로나와 아틀레티코 마드리드의 유명한 골키퍼였던 미겔 레이나의 아들인 페페 레이나는 그의 경력을 FC 바르셀로나 유스팀에서 시작하였고, 그의 첫 프리메라리가 데뷔는 2000-01시즌에 이루어졌다. 그는 비야레알 CF와 2004년에 계약을 맺었다. 그러나 그는 곧 머지사이드에 위치한 리버풀 FC로 옮겨 2005년에 데뷔전을 치렀고, 곧 주전 골키퍼 자리를 차지하게 된다. 2006년, 페페 레이나는 그의 첫 중요 대회인 FA컵 결승전에서 승부차기 끝에 우승하는 데에 큰 역할을 하였다. 그는 상대편의 4개의 슈팅 중 3개를 막아내며 팀 우승에 1등 공신이 되었다. 2007년에는 그의 아버지가 1974년에 도달하였던 UEFA 챔피언스리그 결승전까지 진출하였고, 아쉽게도 팀은 AC 밀란에 패배하여 준우승에 그쳤다. 페페 레이나는 리버풀 FC의 골키퍼로써 많은 기록들을 남겼으며, 또한 첫 3시즌(05-06, 06-07, 07-08)에 시즌 최다 무실점 경기를 펼치며 각 시즌에 프리미어리그 골든 글러브상을 수상하였다. 2013년 7월 21일 SSC 나폴리로 임대되었다.
페페 레이나는 1999년에 스페인 유스 국가대표팀에서 뛰며 UEFA U-17 유럽 축구선수권 대회에서 우승하였다. 그는 성인 국가대표팀 데뷔전을 2005년에 치렀고, 또 이케르 카시야스에 주전 골키퍼 경쟁에서 밀렸지만 꾸준히 국가대표팀에 차출되고 있다. 그는 2006 FIFA 월드컵에도 스페인 국가대표팀에 뽑혔고, UEFA 유로 2008에도 나서 1경기에 출장해 승리를 일구어 내어 팀의 우승을 이끌었다.

## 클럽 경력

### FC 바르셀로나
페페 레이나는 마드리드 출신이지만 축구 선수로서의 경력은 FC 바르셀로나에서 시작되었다. 그러나 그는 아틀레티코 마드리드 클럽의 서포터로 남아 있다. 레이나는 비야레알 CF로 임대되었고 곧 주전 골키퍼 자리를 꿰찼다. 바르셀로나와의 2년 계약이 끝난 후, 그는 비야레알 CF로 이적하였다. 여러 좋은 활약을 펼치면서 리버풀 FC의 관심을 끌었고, 사비 알론소와 루이스 가르시아에 이어 라파엘 베니테스의 리버풀에 입단하는 세 번째 스페인 선수가 되었다.

### 리버풀 FC

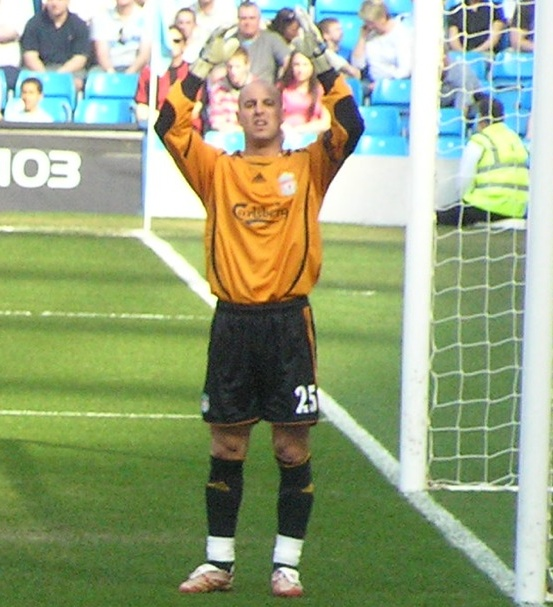
2006년, 리버풀 FC에서 활약하고 있는 레이나

페페 레이나는 2005년 7월에 비야레알 CF에서 라파엘 베니테스가 감독으로 있는 리버풀 FC로 이적하였다. 베니테스는 그를 “’스페인의 최고 골키퍼”라고 치켜세웠다. 레이나는 리버풀에서의 데뷔를 토탈 네트워크 솔루션(더 뉴 세인츠 FC으로 잘 알려짐)과 05-06 UEFA 챔피언스리그 1차전 경기에서 치렀다.
2005-06 시즌에는 2005년의 UEFA 챔피언스리그의 1등 공신인 예지 두데크를 벤치로 밀어내고 리버풀의 주전 골키퍼로 자리잡았다. 8월 17일에 시즌을 시작한 레이나는 스페인와 우루과이 간의 친선경기에 나서며 스페인 국가대표팀에서의 데뷔를 하였다. 이 경기는 스페인이 2-0으로 우루과이를 무찔렀다.
이 시즌은 꽤 성공적이었고, 리버풀은 더 발전한 모습으로 다가왔으며 FA컵을 들어올리기도 하였다. 이것은 레이나에게도 개인적인 큰 성공이었고 리버풀의 새로운 기록을 써나가기 시작하였다. 2005년 12월 3일, 레이나는 그는 6경기 연속 무실점 경기를 위건 애슬레틱 FC와의 프리미어리그 경기에서 기록하며 프리미어 리그에서의 리버풀의 연속 무실점 기록을 깼다. 그는 1996-07 시즌에 5경기 연속 무실점 기록을 가지고 있던 데이비드 제임스를 뛰어넘었다. 그러나 레이나의 기록도 곧 깨졌다.
2006년 2월 5일 첼시 FC와의 경기에서는 큰 논란거리가 벌어졌다. 에이뒤르 그뷔드요흔센과 경합을 벌이던 레이나는 헐리우드 액션으로 넘어져 있던 아르연 로번을 밀어 퇴장을 당하였다. 그 퇴장의 영향으로 리버풀은 그 경기를 2:0으로 패배하였고, 레이나는 3경기 출장 금지 징계를 받았다. 리버풀의 베니테스 감독은 로번의 치졸한 행동으로 레이나가 퇴장당하였다며 로번을 강력히 비난하였다.
2006년 4월 16일, 레이나는 블랙번 로버스 FC와의 리버풀 통산 50번째 출장을 무실점 경기로 막아내며 자축하였다. 결과적으로 그는 리버풀의 첫 50경기 최소 실점을 내주는 기록도 세웠다. 전의 기록은 1970-71 시즌에 레이 클레멘스가 세운 32실점이다. 레이나는 29 실점밖에 허용하지 않았다.
2006년 5월에는 프리미어리그에서 2005-06 시즌 중 20경기를 무실점으로 막아 골든 글러브상을 수상하였다.
2006년 5월 13일, FA컵 결승전에서 마지막 홈경기를 치른 리버풀의 레이나는 웨스트 햄 유나이티드 FC에게 결정적인 실수를 범하며 3:2의 리드를 허용하고 말았다. 스티븐 제라드는 레이나의 실수를 만회하는 후반 추가시간 막판 동점골을 터뜨려 레이나를 구해냈다. 그리고 3:3 동점 상황에서 승부차기를 시작한 레이나는 4개의 슈팅 중 3개를 선방해내며 팀을 FA컵 우승으로 이끌었다.
2006-07 시즌 중에는 초반의 실수들(에버턴 FC와의 리버풀 라이벌전에서 3:0으로 대패한 게 가장 크다.)을 딛고 아스널 FC와 한 주의 두 게임동안 9골이나 허용한 예지 두데크의 도전을 물리치고 부동의 주전 골키퍼로 자리매김하였다. 레이나는 2007년 챔피언스리그 첼시 FC와의 준결승전 1차전에서 리버풀 서포터즈들에게 MVP로 선정되었다. 그는 엄청난 선방 능력을 보여주었고, 특히 프랭크 램퍼드의 슈팅을 환상적으로 막아내었다. 그는 또 2차전에서도 무실점으로 막아내었다. 경기는 레이나가 훈련해왔던 승부차기로 이어졌고, 3개의 슈팅 중 2개를 막아 리버풀의 4:1 승부차기 승리를 이끌어냈다. 그가 승리 후 집으로 돌아오는 길에 울튼에 있는 자신의 집이 도둑에게 빈집털이 당하였다는 것을 발견하였다. 3주 후에 아테네에서 열린 UEFA 챔피언스리그 결승전에 출전하면서 아버지의 발자취를 따라가게 된 3번째 축구선수가 되었다. 레이나는 2007년 6월 7일에 2012년까지 재계약을 맺었다.
2007년 8월, 레이나는 2006-07 시즌에 19경기 무실점 경기를 펼쳐서 프리미어리그 골든 글러브상을 이적하자마자 2년 연속으로 수상하였다.
2008년 2월 2일, 레이나는 리버풀 역사에서 50 무실점 경기를 펼친 가장 빠른 골키퍼가 되었다. 그는 선덜랜드 AFC와의 92번째 시즌 경기에서 3:0로 완승하며 새로운 이정표를 세웠다. 이 92경기는 전 기록인 95경기보다 3경기 앞선 것이다.

2008년, 2007-08 시즌에서 18 무실점 경기를 펼친 레이나는 3번째 프리미어리그 골든 글러브상을 3년 연속으로 수상하였다.
2009년 3월 22일, 레이나는 또한 애스턴 빌라 FC와의 경기에서 5:0으로 승리해 무실점 경기를 추가함으로써, 리버풀 역사에서 100 무실점 경기를 펼친 가장 빠른 골키퍼가 되었다. 그는 총 197경기를 출전하였다.
2009년 11월 2일, 리버풀의 공식 홈페이지에 레이나가 계약 연장에 임박했다는 소식이 보도되었다. 그는 Lfc.tv(리버풀 TV)에서 "라파엘 베니테스는 특별한 것을 건설하고 있다. 그는 이곳에 올 때 그것을 증명하였고, 리버풀은 그저 한 클럽이었지만 이제 완전히 다른 새로운 것으로 바뀌었다."라고 말해 리버풀에 대한 애정을 과시하였다.

### SSC나폴리
2013년 7월 21일 SSC 나폴리로 임대되었다. 레이나는 한 시즌 동안 29경기에 출전하였다.

### FC 바이에른 뮌헨
뮌헨은 6일(한국시간) 구단 공식 홈페이지를 통해 레이나 영입을 확정했다고 발표했다. 레이나의 이적료는 250만 유로(한화 약 34억원)에서 300만 유로(약 41억원) 선으로 추정되고 있다. 레이나는 뮌헨에서 노이어의 백업역할을 맡을 것으로 보인다.

## 국가대표팀 경력
레이나는 스페인 국가대표팀에 소속되어 주전 골키퍼 이케르 카시야스 다음의 두 번째 골키퍼로 꼽힌다. 그는 UEFA 유로 2008에 우승한 스페인의 참가 선수중 하나였다. 그는 그리스와의 경기에 나서 스페인의 2:1 승리를 이끌었다.
2008년 10월, 그와 카시야스는 스페인 국가대표팀의 최장시간 무실점 기록을 갈아치웠다. 그들은 710분동안 단 한 골도 허용하지 않았으며, 안도니 수비사레타와 프란시스코 부요의 기록을 넘어선 것이다. 이후 2010년 FIFA 월드컵 예선 당시 벨기에의 공격수 베슬러이 송크에 득점을 허용하며 신기록 경신은 중단되었다.

## 가족
레이나는 오래된 연인인 요란다 루이스와 2006년 FIFA 월드컵에 출전하는 스페인 축구 국가대표팀에 합류하기 전인 2006년 5월 19일, 코르도바에서 결혼하였다. 이 부부에게는 두 딸이 있다. 두 딸은 2007년 2월 25일에 태어난 그레시아와 2008년 7월 30일에 태어난 앨마이다. 그는 옆 집의 이웃으로 첼시의 공격수이자 스페인 국가대표팀 동료인 페르난도 토레스(전 리버풀)가 살고 있다.
그의 아버지인 미겔 레이나는 아틀레티코 마드리드 소속으로 유러피언컵 1973-74 결승전에서 FC 바이에른 뮌헨에게 1:1 무승부 뒤에 4:0으로 대패하였다.

## 통산기록
- 2009년 12월 29일에 최종 갱신

| 클럽            | 시즌    | 프리미어리그 | 프리미어리그 | FA컵       | FA컵       | 리그컵 | 리그컵 | 유럽 | 유럽 | 타 지역 | 타 지역 | 종합 | 종합 |
| 클럽            | 시즌    | 출장         | 무실         | 출장       | 무실       | 출장   | 무실   | 출장 | 무실 | 출장    | 무실    | 출장 | 무실 |
| --------------- | ------- | ------------ | ------------ | ---------- | ---------- | ------ | ------ | ---- | ---- | ------- | ------- | ---- | ---- |
| 리버풀 FC       | 2012-13 | 31           | 14           | 0          | 0          | 0      | 0      | 8    | 3    | 0       | 0       | 39   | 17   |
| 리버풀 FC       | 2011-12 | 34           | 12           | 5          | 0          | 7      | 2      | 0    | 0    | 0       | 0       | 46   | 14   |
| 리버풀 FC       | 2010-11 | 38           | 14           | 1          | 0          | 0      | 0      | 11   | 5    | 0       | 0       | 50   | 19   |
| 리버풀 FC       | 2009-10 | 38           | 17           | 1          | 0          | 0      | 0      | 13   | 4    | 0       | 0       | 52   | 21   |
| 리버풀 FC       | 2008-09 | 38           | 20           | 2          | 0          | 0      | 0      | 11   | 5    | 0       | 0       | 51   | 25   |
| 리버풀 FC       | 2007–08 | 38           | 18           | 0          | 0          | 0      | 0      | 14   | 6    | 0       | 0       | 52   | 24   |
| 리버풀 FC       | 2006–07 | 35           | 19           | 0          | 0          | 1      | 0      | 14   | 7    | 1       | 0       | 51   | 26   |
| 리버풀 FC       | 2005–06 | 33           | 20           | 5          | 2          | 0      | 0      | 13   | 7    | 2       | 1       | 53   | 30   |
| 리버풀 통산     |         | 284          | 134          | 14         | 2          | 8      | 2      | 84   | 37   | 3       | 1       | 394  | 176  |
| 클럽            | 시즌    | 라리가       | 라리가       | 코파델레이 | 코파델레이 | -      | -      | 유럽 | 유럽 | 타 지역 | 타 지역 | 종합 | 종합 |
| 클럽            | 시즌    | 출장         | 무실         | 출장       | 무실       | 출장   | 무실   | 출장 | 무실 | 출장    | 무실    | 출장 | 무실 |
| 비야레알        | 2004–05 | 38           | 14           | 0          | 0          | -      | -      | 11   | 6    | 0       | 0       | 49   | 20   |
| 비야레알        | 2003–04 | 38           | 11           | 0          | 0          | -      | -      | 12   | 6    | 0       | 0       | 50   | 17   |
| 비야레알        | 2002–03 | 33           | 9            | 0          | 0          | -      | -      | 4    | 0    | 0       | 0       | 37   | 9    |
| 비야레알 종합   |         | 109          | 34           | 0          | 0          | -      | -      | 27   | 12   | 0       | 0       | 136  | 46   |
| FC 바르셀로나   | 2001–02 | 11           | 5            | 1          | 0          | -      | -      | 4    | 2    | 0       | 0       | 16   | 7    |
| FC 바르셀로나   | 2000–01 | 19           | 4            | 7          | 4          | -      | -      | 7    | 3    | 0       | 0       | 33   | 11   |
| 바르셀로나 종합 |         | 30           | 9            | 8          | 4          | -      | -      | 11   | 5    | 0       | 0       | 49   | 18   |
| 종합            |         | 423          | 177          | 22         | 6          | 8      | 2      | 122  | 54   | 3       | 1       | 580  | 240  |

## 수상

### 클럽

#### 비야레알 FC
- UEFA 인터토토컵: 2003–04, 2004–05

#### 리버풀 FC
- UEFA 슈퍼컵: 2005
- FA컵: 2006
- FA 커뮤니티 쉴드: 2006
- 풋볼 리그 컵: 2012

### 국가대표팀

#### 스페인
- UEFA U-17 유럽 축구 선수권 대회: 1999
- UEFA 유럽 축구 선수권 대회: 2008, 2012
- FIFA 월드컵: 2010

### 개인
- 프리미어리그 골든 글러브상: 2005/06; 2006/07; 2007/08